# Miličín
Miličín (Duits: Miltschin) is een Tsjechische stad in het district Benešov en maakt deel uit van de regio Midden-Bohemen. De stad ligt op 17 kilometer afstand van Tábor.
Miličín telt 885 inwoners (2025).

## Geografie
De gemeente Miličín bestaat uit de volgende plaatsen:
- Miličín
- Kahlovice
- Malovice
- Nasavrky
- Nové Dvory
- Petrovice
- Reksyně
- Záhoří u Miličína
- Žibkov

De stad ligt pal tussen de heuvels Kalvárie (698 meter) en Šibeník (Duits: Galgenbühl (in Böhmen) - 656 meter).

## Geschiedenis
Miličín ontstond als nederzetting aan een landweg en een kruispunt van handelsroutes. De eerste schriftelijke vermelding van het (toen nog) dorp dateert van 1283, toen ene Vilém z Miličín werd genoemd, een compagnon van Záviš z Falkenštejn. In 1318 wordt Heřman z Miličín genoemd als heer en erfgenaam, die aan de zijde van koning Jan van Luxemburg vocht. Het laatste lid van het geslacht van de heren van Miličín was zijn zoon Heřman, die in 1346 sneuvelde in de Slag bij Crécy. Voor zijn vertrek naar het buitenland verkocht hij Miličín aan een familielid, te weten Petr Rožmberk. De Rožmberks hielden Miličín tot 1591 in bezit. Van de Rožmberks heeft Miličín ook het stadswapen (de Rožmberkse roos op een zilveren vlak, versierd met drie struisvogelveren).
Ergens na 1346 kreeg Miličín stadsrechten. Het plaatselijke kasteel werd het centrum van het Rožmberkse domein aan de belangrijke landweg naar Praag. Juist in deze periode beleefde het stadje zijn grootste bloei: ambachten floreerden en tussen 1380 en 1384 werd de tweebeukige gotische kerk van de Geboorte van de Heilige Maagd Maria gebouwd. In 1736 en 1754 werd de kerk verbouwd, waarbij de architectuur van barokke elementen werd voorzien. Verder werden aan de noordzijde ramen dichtgemetseld, werd de kerk verhoogd, en werden het gewelf en de binnenste pilaren verwijderd. Ook de toren kreeg een verhoging en stenen piramidevormig dak, met extra portaal. Op het hoofdaltaar bevindt zich een schilderij van Petr Brandl. In 1392 werd vanuit de kerk een school opgericht. 
Tijdens de Hussietenoorlogen ging het minder goed met de economie en groei van Miličín. Ook verdween toen waarschijnlijk het kasteel, waarna het stadsbestuur ging zetelen in Choustník. Aan het einde van de 16e eeuw, onder leiding van Vilém van Rožmberk, werd een herenhuis gebouwd, dat diende als overnachtingsplaats voor de adel tijdens hun frequente reizen met hun gevolg naar Praag. In 1644 kreeg Miličín het opnieuw zwaar te verduren, toen de stad op één gebouw na afbrandde. In 1696, toen de stad al in handen was van het grafelijke geslacht Kuenburg, werd het afgebrande herenhuis herbouwd tot barok kasteel met één verdieping. In 1749 brandde het echter opnieuw af en verloor het zijn functie. De restanten werden aan het einde van de 18e eeuw verkocht voor privédoeleinden.
In de jaren 70 van de 19e eeuw werd de spoorlijn van Benešov naar Tábor aangelegd, die Miličín echter niet aandeed, waardoor de economische ontwikkeling van het stadje vrijwel tot stilstand kwam. De handelsverbindingen van het stadje verslechterden en de stadsrechten werden afgenomen. De lokale bevolking ging zich meer bezighouden met landbouw.
Sinds 1960 maakt Miličín deel uit van het district Benešov. Bij besluit van de voorzitter van de Kamer van Afgevaardigden kreeg de gemeente Miličín op 28 januari 2022 opnieuw de status van stad.

## Verkeer en vervoer

### Autowegen
Miličín is te bereiken via diverse regionale wegen en snelweg D1. 

### Spoorlijnen
Er is geen station in de gemeente. Het dichtstbijzijnde station is in Mezno, op 4,5 kilometer afstand. Dat station ligt aan spoorlijn 220 (Praag -) Benešov - Tábor - České Budějovice. Het station werd, tezamen met de spoorlijn, in 1871 geopend.

### Buslijnen
Er zijn diverse bushaltes in de gemeente die Miličin verbinden met ondere andere Praag-Roztyly, Střezimíř en Tábor.

### Fietsroutes
- 1178 Miličín - Mladá Vožice - Načeradec

### Wandelroutes
- Rood: Votice - Mezno - Tábor

## Bezienswaardigheden
- Kerk van de Geboorte van de Heilige Maagd Maria;
- Pastorie;

- Kapel.

## Geboren in Miličín
- František Xaver Paleček (1859–1926), een rooms-katholiek priester

## Galerij

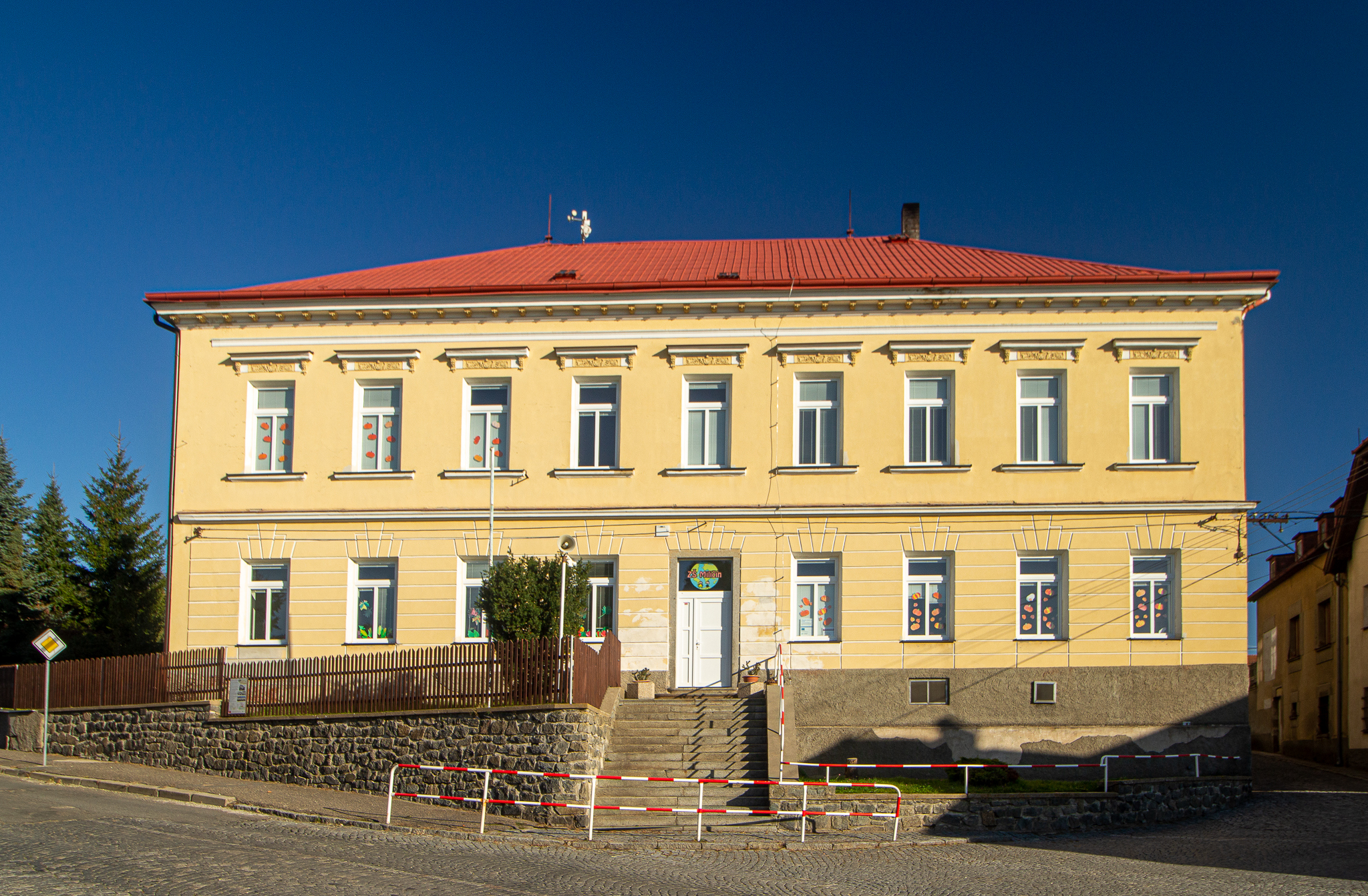
Schoolgebouw (2021)
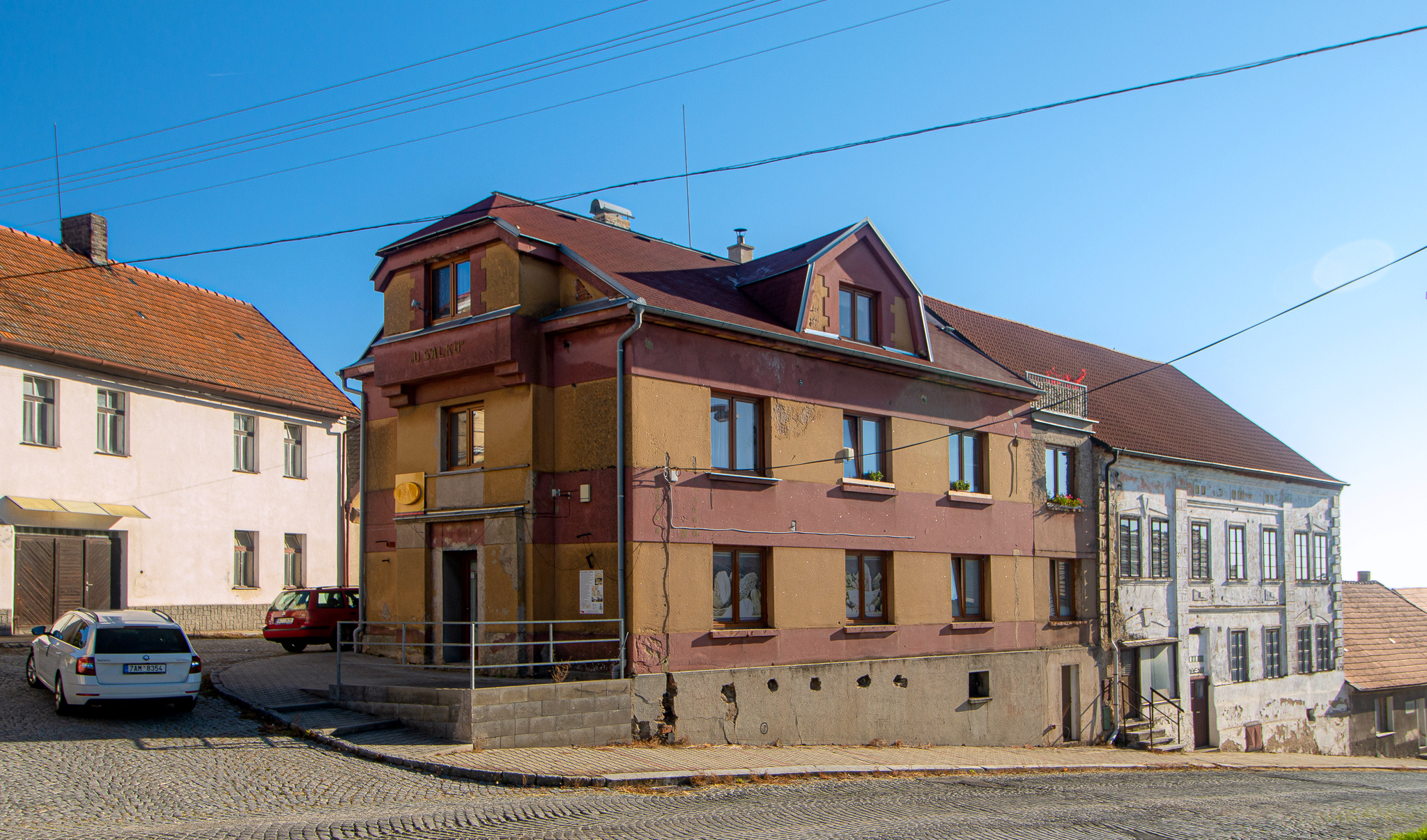
Huizen in Miličín (2021)
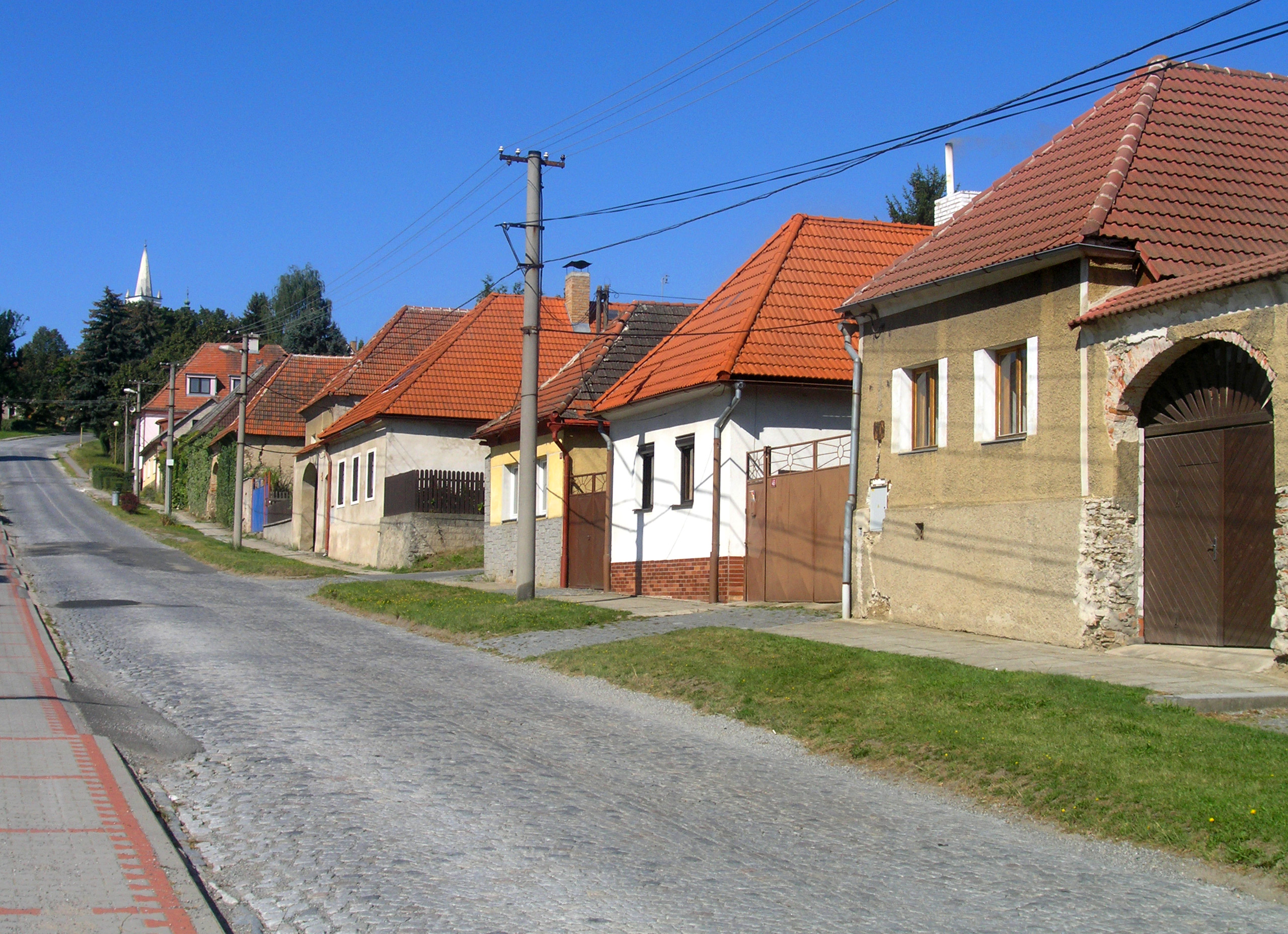
Hoofdstraat (2009)
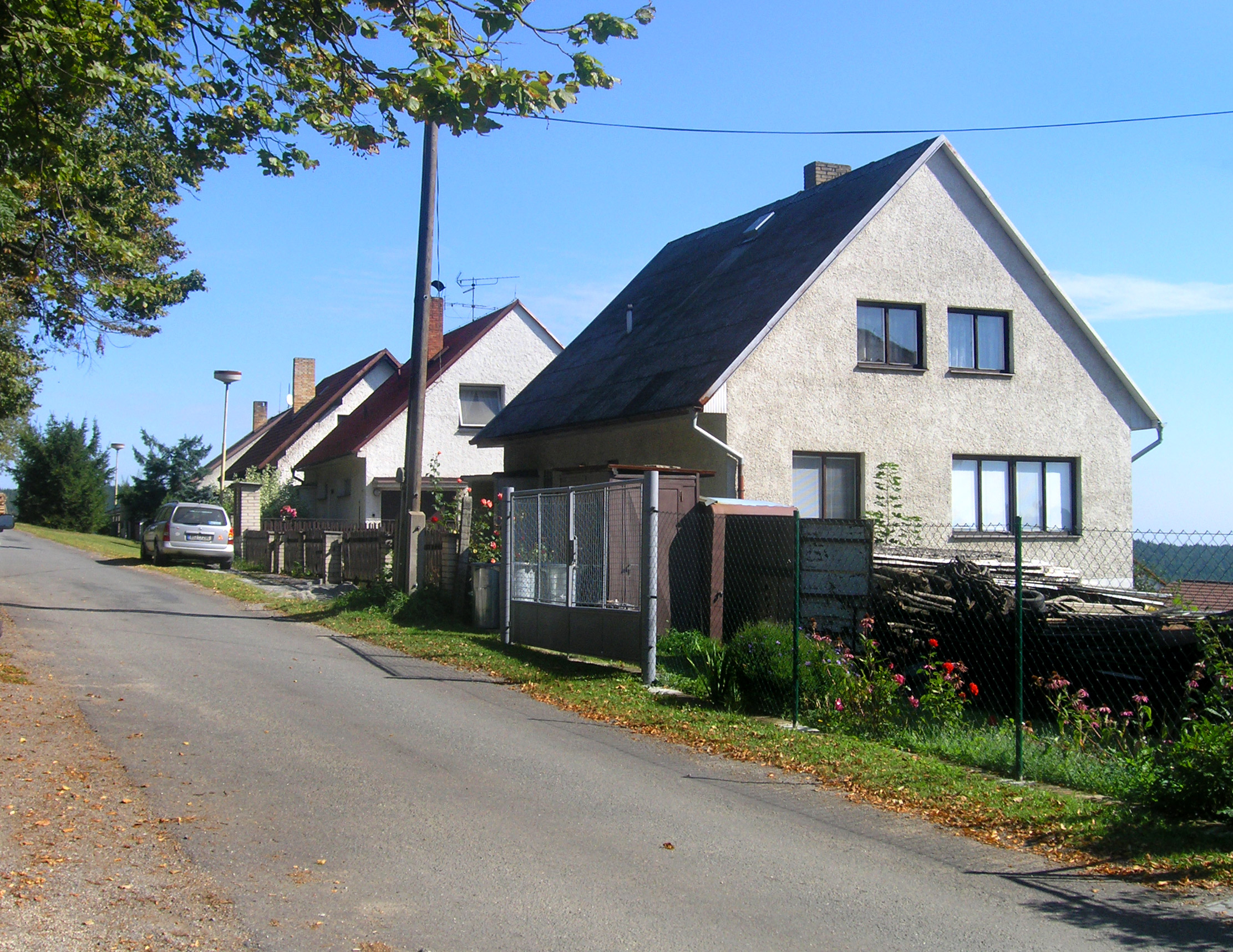
Huizen aan de noordkant van de stad (2009)
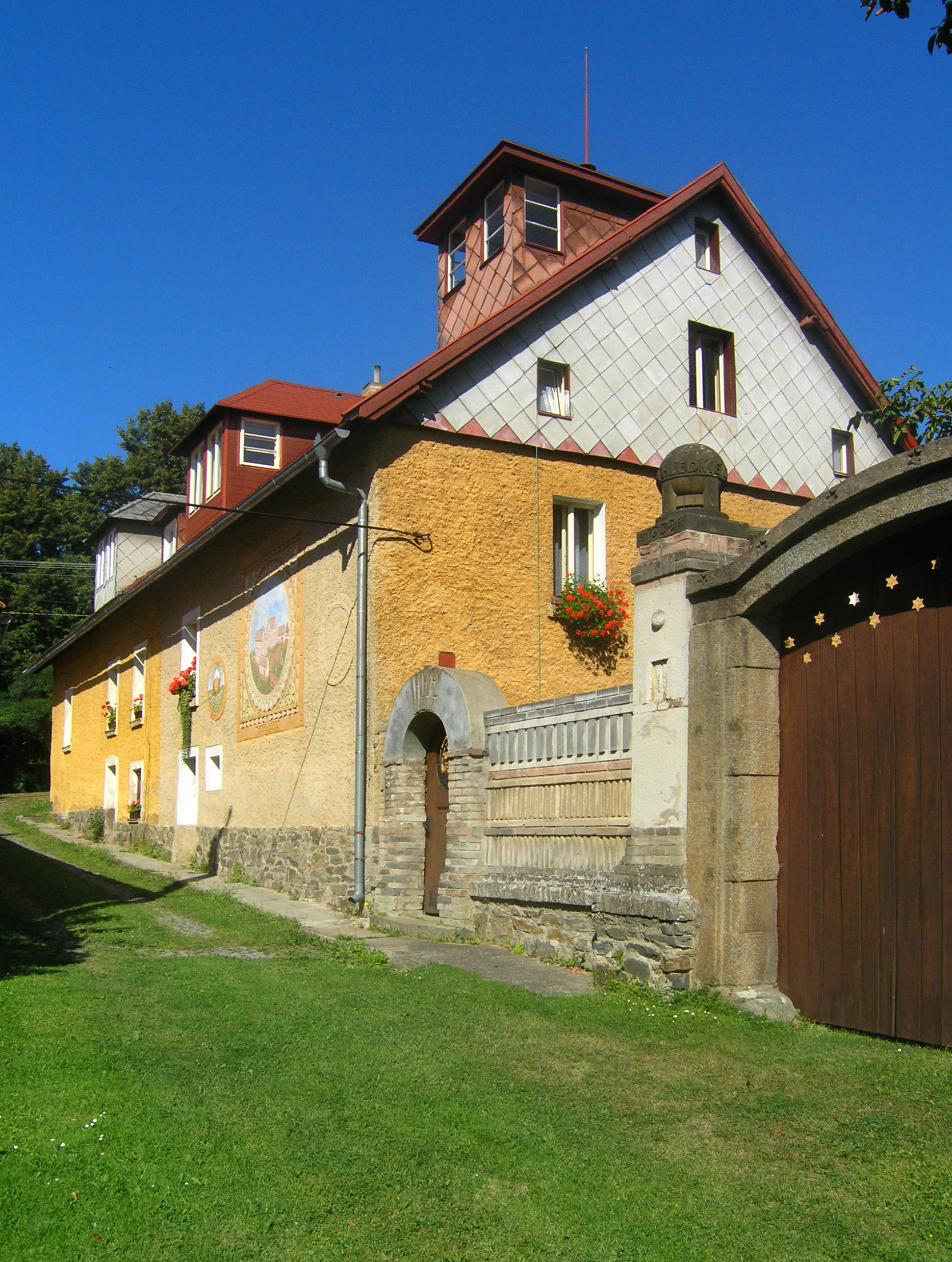
Huis in het voormalig kasteel (2009)
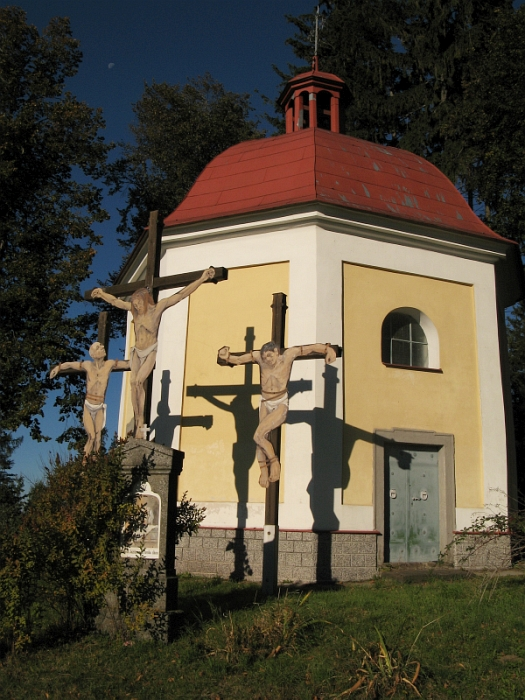
Kapel (2012)
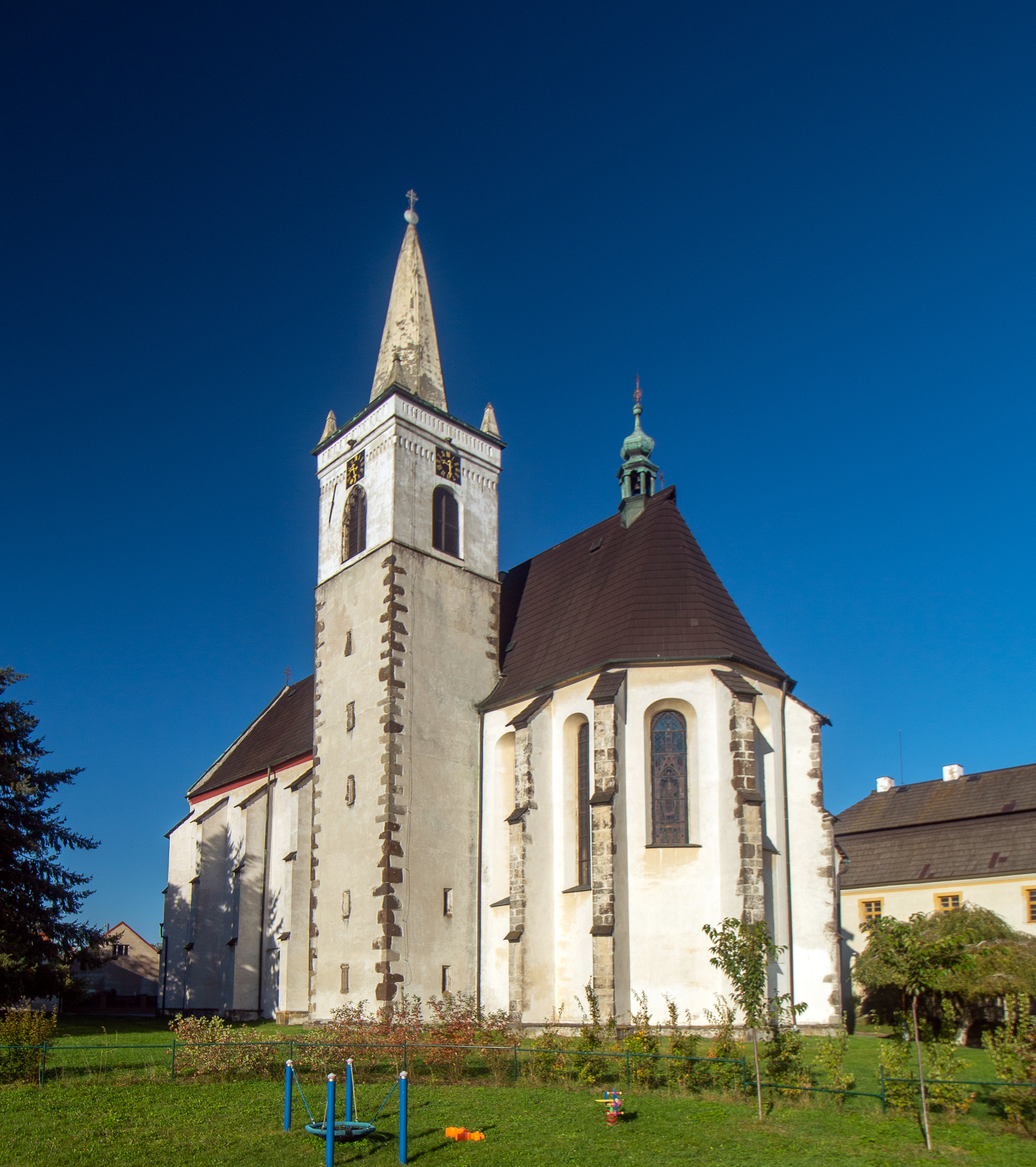
Kerk van de Geboorte van de Heilige Maagd Maria (2021)